# Eubucco
Eubucco és un gènere d'ocells de la família dels capitònids (Capitonidae).

## Taxonomia
Segons la Classificació del Congrés Ornitològic Internacional (versió 7.3, 2017) aquest gènere està format per 4 espècies, però altres classificacions reconeixen fins a 7:
- cabut de gorja ardent (Eubucco aurantiicollis).
- cabut cap-roig (Eubucco bourcierii).
- cabut versicolor central (Eubucco glaucogularis).
- cabut gorjagroc (Eubucco richardsoni).
- cabut versicolor septentrional (Eubucco steerii).
- cabut de Carabaya (Eubucco tucinkae).
- cabut versicolor meridional (Eubucco versicolor).